# Marc Pierret
Pour les articles homonymes, voir Pierret.
Marc Pierret, né le 5 septembre 1929 à Lille et mort le 14 avril 2017 à Paris, est un écrivain et journaliste français.

## Biographie
Né d'un père journaliste à La Croix du Nord, il obtient un certificat d’études.
En 1946, il rejoint son frère à Paris, journaliste pour Pour tous films. Marc Pierret exerce tour à tour les professions valet de ferme, porteur de valises à la gare d'Austerlitz et de vendeur de journaux sur les Grands Boulevards.
En 1959, il collabore avec Jean-Luc Godard en étant stagiaire-assistant sur le film À bout de souffle, puis devient critique littéraire et théâtral à France observateur à partir de 1964.
En 1968, Marc Pierret publie son premier roman Donnant donnant aux éditions Christian Bourgois, puis l'année suivante Utopies et perversions, une enquête à laquelle participent Edgar Morin et Kostas Axelos. Il collabore ensuite avec sa véritable identité ou sous pseudonyme, aux magazines et journaux comme Tel Quel, Le Monde, Vogue, Life, La Maison de Marie-Claire ou encore Vingt ans magazine.
Il réalise ensuite deux films L'Horreur du film (1981) et Hors texte (1983) avec une super 8, et publie divers romans notamment aux éditions Verticales, aux éditions Urdla et aux éditions Tinbad.

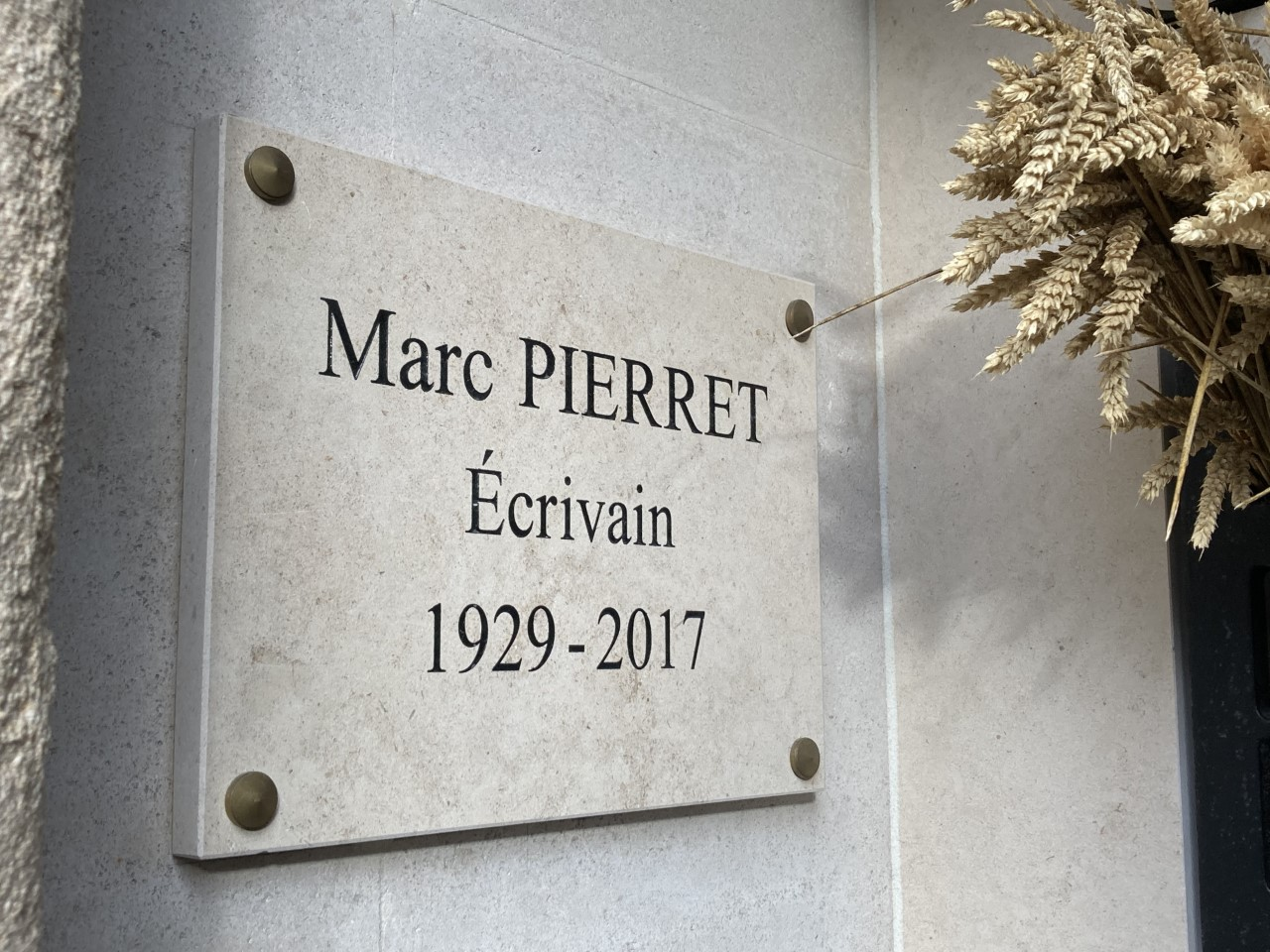
Case funéraire de Marc Pierret au cimetière de Passy (division 8).

Il meurt le 14 avril 2017 à Paris, à l'âge de 87 ans. Ses cendres reposent au cimetière de Passy (division 8).
En 2024, le cinéaste américain Richard Linklater réalise Nouvelle Vague (2025), un film sur le tournage d'À bout de souffle, dans lequel il est incarné par Blaise Pettebone.

## Œuvres
- L'Itinéraire, Les écrivains réunis, Armand Henneuse Éditeur, 1954
- La Scène gêne, éditions Besacier, 1958
- Entretiens avec Pierre Schaeffer, Éditions Belfond, 1969
- Donnant donnant, éditions Christian Bourgois, 1968, 144 p.
- Utopie et perversions, éditions Debresse, 1969
- Richelieu ou La déraison d'État  (préf. Georges Lapassade), éditions Fayard, 1972
- Le Divan romancier, préface de Felix Guattari, éditions Christian Bourgois, 1975
- avec Christian Bonnefoi, Le Fileur du cygne, éditions Goldschmidt, 1978, 13 p. (ISBN 978-3-487-06534-2)
- avec Alain Joubert, Georges Sebbag, Monique Sebbag et Paul Virilio, Huit mois avec sursis : Quando, éditions du Dauphin, 1978, 170 p.
- Le Mystère de la culture, éditions Verticales, 19 mars 2002, 422 p. (ISBN 978-2-84335-121-1)
- L'Attentat de la rue Vaneau, éditions Verticales, 5 février 2004, 128 p. (ISBN 978-2-84335-180-8)
- Six mois après, éditions Urdla, 11 novembre 2008 (ISBN 978-2-914839-30-3)
- Le Lymphome d'Hazelbeck, Villeurbanne, éditions Urdla, 15 mars 2009, 265 p. (ISBN 978-2-914839-31-0)
- Une Plume Épatante : roman, Villeurbanne, éditions Urdla, 10 février 2014, 364 p. (ISBN 978-2-914839-47-1)
- Conte à rebours, Paris, éditions Tinbad, 25 avril 2017, 96 p. (ISBN 979-10-96415-02-1)
- Mademoiselle Lévy, Paris, éditions Tinbad, mars 2018, 96 p. (ISBN 979-10-96415-19-9)